# Station Enter
Halte Enter is een voormalige spoorweghalte in Enter aan de spoorlijn Neede - Hellendoorn. De halte werd geopend op 1 mei 1910 en gesloten op 15 januari 1935.
Het stationsgebouw werd gebouwd in 1908 volgens het ontwerp van een Standaardtype NH 3. Of het gebouw nog steeds bestaat, is onderwerp van discussie. Het oorspronkelijke gebouw is grotendeels verdwenen, maar op de funderingen staat een moderner gebouw met exact dezelfde afmetingen. Wat nog origineel is aan dat gebouw, is onduidelijk.